# 天神社 (羽生市上川崎)
天神社（てんじんじゃ）は、埼玉県羽生市の神社。

## 歴史
1637年（寛永14年）に創建された。この年に京都の北野天満宮から分霊を勧請して創建されたものである。浄林寺が別当寺であった。
1873年（明治6年）、近代社格制度に基づく「村社」に列せられた。
当社は菅原道真を祀る神社であるが、かつては伊勢神宮に参拝する伊勢講が盛んであった。境内には伊勢講を記念する石碑が置かれている。現在、伊勢講は廃絶している。

## 交通アクセス
- 南羽生駅より徒歩31分。